# HTC MAX 4G
HTC MAX 4G (кодовое имя HTC Quartz, модельный индекс HTC T829X) — первый в мире коммуникатор с поддержкой GSM и WiMAX. Был разработан компанией HTC, по заказу российского оператора сетей WiMAX Скартел (бренд Yota).

## История
13 ноября 2008 года компания HTC и российская сеть мобильного WiMAX Yota представили первый в мире коммуникатор HTC MAX 4G, поддерживающий работу в сетях GSM и mobile WiMAX.

## Технические данные
«4G» в названии указывает на поддержку устройством технологии WiMAX, которая иногда считается представителем четвёртого поколения систем мобильной связи (4G). В то же время по состоянию на 2009 г. общепринятых стандартов на 4G не существует, а WiMAX входит в семейство стандартов IMT-2000, описывающих системы мобильной связи третьего поколения (3G).
Работает под управлением операционной системы Windows Mobile 6.1 Professional и оснащен рядом уникальных предустановленных сервисов Yota (Yota — музыка, Yota ТВ, Yota Видео Демо).
Кодовое название платформы, используемое компанией HTC в служебной документации, а также сообществом разработчиков программного обеспечения, — Quartz.
Поддерживаемые форматы: AAC, AAC+, eAAC+, AMR-NB, AMR-WB, QCP, MP3, WMA, WAV, MIDI, M4A.